# 蘋果核戰 (2004年電影)
《蘋果核戰》（日语：／ Appurushido）是一部2004年日本動畫電影，改編自士郎正宗於1980年代創作的日本漫畫《蘋果核戰》。本片由荒牧伸志擔任導演，曾利文彥擔任監製，動畫製作公司為Digital Frontier。本片的劇情設定在未來，人類建立起乌托邦城市「奧林帕斯」，與基因改良的生化人共存。女主角迪娜·納茲（小林愛聲演）有著出色的戰鬥能力，因而被招募為奧林帕斯維安部隊ES.W.A.T的一員，並在人類軍方與生化人的對立中扮演重要角色。
本片的製作方向是「3D Live日本动画」，全片以三維计算机图形（3DCG）技術製作，所有角色皆是以动作捕捉方式呈現，並以卡通渲染技術加入2D動畫的質感。本片的製作企畫始於2002年，製片人曾利從一開始便將本片設定為3DCG動畫電影，與導演荒牧一同致力於運用CG技術特有的畫面密度，重現原作的世界觀。本片的影像製作費時一年，並於2003年12月舉辦發表會，2004年4月17日在日本上映。在美國，本片在影評界的口碑褒貶不一，影評人普遍認為本片的動畫品質令人印象深刻，但故事和劇情深度並不出色。
續集《蘋果核戰：機械人的背叛》於2007年10月20日在日本上映。

## 故事

### 設定
在未來，人類在「非核大戰」之後建立了乌托邦城市「奧林帕斯」（オリュンポス），掌管整個世界的運作。奧林帕斯的一半人口是又稱人造人的生化人（バイオロイド，Bioroid），他們有著優秀的基因，並且在七情六慾上有所抑制，但沒有生育能力。城市的核心是兩座巨大建築：「塔耳塔羅斯」（立法院所在）和「代達羅斯」（行政院所在）。在立法院，通稱「蓋亞」（ガイア）的超級電腦「IN」主掌整個城市及監視生化人的運作，七名「七賢老」則與IN溝通並傳達決策。科技方面，人類已研發出可使物體升空的重力控制裝置，以及運用該科技的動力服「LANDMATE」。

### 劇情大綱
西元2131年，奧林帕斯行政院的維安部隊ES.W.A.T從戰區招募了年輕的女戰士迪娜·納茲，讓她成為ES.W.A.T的一員。迪娜遇見了前戰友布里艾諾斯，後者由於一年前在戰爭中受重傷，全身已被改造成機械。
迪娜在引導員瞳的介紹下瞭解了城市的現狀。城市的行政總監是生化人雅典娜，與領導正規軍的人類尤倫納斯將軍彼此制衡。尤倫納斯對生化人持反對態度，認為生化人將統治人類，其領導的軍隊突襲並破壞了生化人的維護系統。生化人若無法定期維護便會死亡，除非能讓他們恢復生育機能，為此迪娜等ES.W.A.T成員前往一處舊實驗室找尋研究紀錄「APPLESEED」。全息影像紀錄顯示，APPLESEED的開發者便是迪娜的母親吉蘭博士，當年她在死前將APPLESEED存放在項鍊裡託付給迪娜。軍隊不久後抵達了實驗室，迪娜與布里艾諾斯雖然成功逃脫，但布里艾諾斯受了重傷，迪娜也得知他為了保護她而暗中為「七賢老」效力。
迪娜回到奧林帕斯，先將APPLESEED交給雅典娜，讓生化人恢復生育能力，隨後與「七賢老」對峙。七賢老坦承他們為了終結一切戰爭而企圖讓生化人成為「新人類」，所用的手段是破壞塔耳塔羅斯頂端的病毒槽「D槽」（D Tank），釋放讓人類絕育的病毒，將全人類安乐死。無數台多腳砲塔（多脚砲台）開始往D槽前進，為了保護D槽，迪娜與布里艾諾斯前去阻止扮演主控角色的07號機，並在最後一刻輸入密碼「HITOMI」將之關閉，讓所有多腳砲台停止運作，解決了危機。

## 登場角色
- 迪娜·納茲（聲：小林愛[註 2]）

優秀的年輕女戰士，名列ES.W.A.T人類強化名單第一順位。隸屬LA.S.W.A.T時與布里艾諾斯是一對戀人。父親是已故的傳奇戰士，母親為奧林帕斯的創始者之一吉蘭博士。
- 布里艾諾斯（聲：小杉十郎太）

迪娜的昔日戰友兼情人，因在戰爭中受重傷而被安裝「百手巨人」系統、改造成生化機械人。現擔任ES.W.A.T的一員，因為全身機械化的關係，對迪娜的愛充滿煎熬。
- 瞳（聲：松岡由貴）

生化人，奧林帕斯立法院的一員，負責延攬和引導新人進入奧林帕斯。
- 雅典娜·艾利亞斯（聲：小山茉美）

生化人，奧林帕斯行政院的最高行政總監。主張維持人類和生化人共存，與軍方的烏拉諾斯將軍互為勢力的平衡。
- 奈基（聲：山田美穗）

生化人，ES.W.A.T的負責人，雅典娜的副手。
- 尤倫納斯將軍（聲：藤本讓）

奧林帕斯正規軍的統帥，敵視生化人。
- 海地士（聲：子安武人）

尤倫納斯的副手，前LA.S.W.A.T成員。
- 宮本義經（聲：森川智之）

生化人，負責布里艾諾斯整備的後勤人員，暗戀著瞳。
- 七賢老[註 3]（聲：仲木隆司、松岡文雄、永田博丈（日语：永田博丈）、桑垣紀彦、金子由之（日语：金子由之）、西川幾雄、小山武宏（日语：小山武宏））

掌管奧林帕斯立法院的七名老人，與超級電腦溝通並做出決議。

## 製作團隊
取自官方網站：
- 原作：士郎正宗（青心社刊）
- 導演：荒牧伸志
- 製片人：曽利文彦（日语：曽利文彦）
- 腳本：、上代務（日语：上代務）
- 動畫制作：Digital Frontier（日语：デジタル・フロンティア）
- CG監製：豐嶋勇作（日语：豊嶋勇作）
- CG導演：大塚康弘
- 人物設計：山田正樹（日语：山田正樹）
- 背景設計：須江信人
- 機械設計：高倉武史（日语：高倉武史）
- 美術設計：荒牧伸志
- 多腳砲台設計：竹内敦志（日语：竹内敦志）
- 音樂總監：安井輝
- 原創配樂：高橋哲也（日语：高橋哲也）
- 音樂監製：鶴岡陽太
- 音響設計：笠松廣司（日语：笠松広司）
- 製作出品：APPLESEED FILM PARTNERS（Micott & Basara／TBS電視台／NBC環球娛樂／Yamato（日语：やまと）／東寶／TYO（日语：TYO (コンテンツ制作会社)）／Digital Frontier／每日放送）

## 製作

### 發展

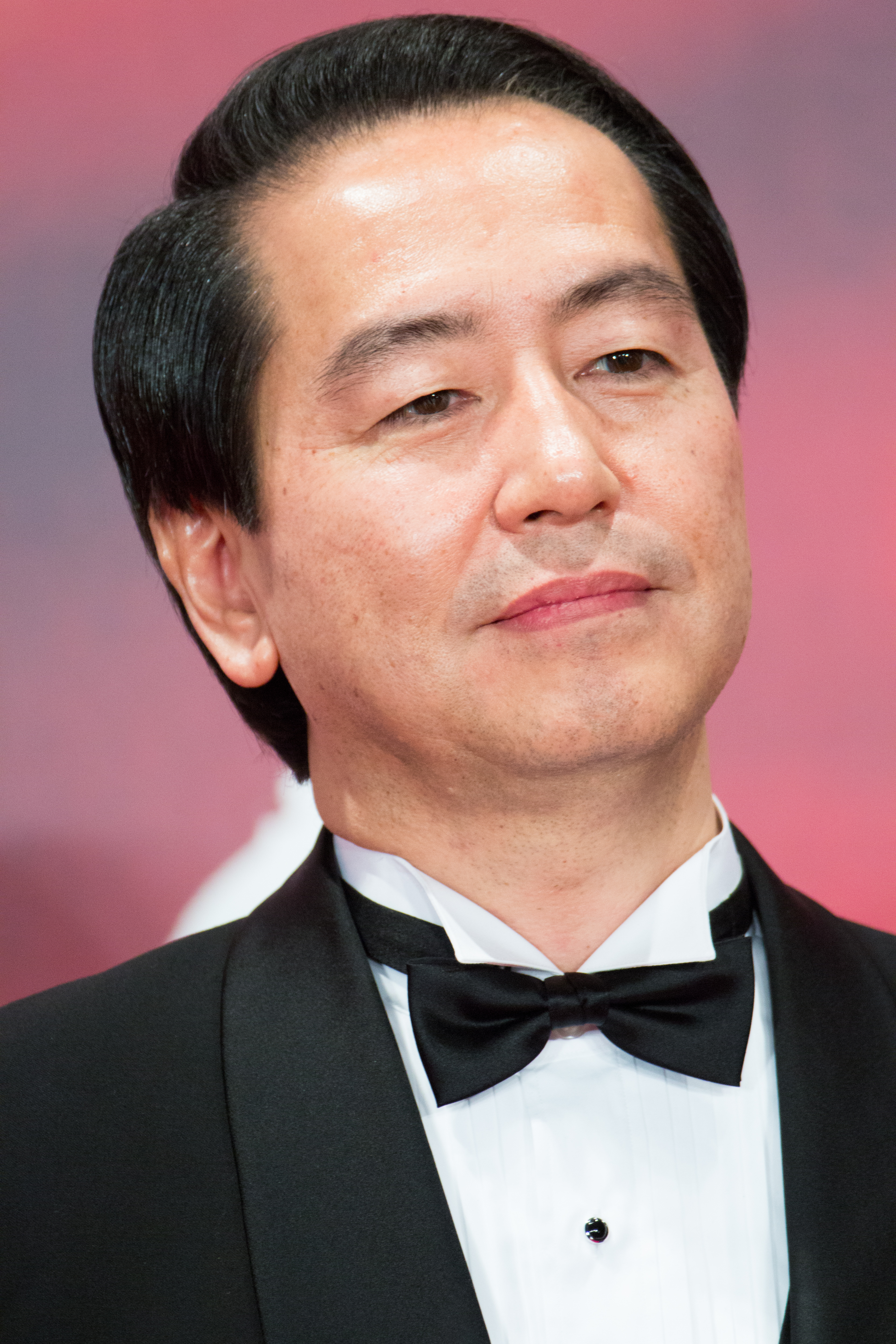
製片人曾利文彥（攝於2017年）

2002年4月，據報導，士郎正宗漫畫《蘋果核戰》的改編電影即將展開製作，並定於2003年春季在日本、美國和歐洲上映。改編電影由Omega Micott（オメガ・ミコット）與Yamato合作，擔任導演，卡菈·摩斯凱拉（カーラ・モスケイラ）聲演女主角迪娜。2002年4月11日，製作團隊舉行記者會，宣布將於該年6月25日推出前導宣傳DVD。報導稱該片將以新穎的三維计算机图形（3DCG）技術製作，並使用Trinigy的3D引擎。
然而新的改編企劃在不久後出現。2002年夏天，製片人曾利文彥與士郎接洽，也提議將《蘋果核戰》改編為3DCG動畫電影，是為日後本片的起點。曾利是專業的CG動畫師，他認為《蘋果核戰》的世界觀很適合做成3DCG動畫，因為其中包含許多機甲元素和各種兵器。士郎另一部作品《攻殼機動隊》的1995年版改編電影非常有名，曾利一度擔心本片只能居於其次，最後認為本片可以拍出不一樣的風格。在曾利看來，《蘋果核戰》的赛博朋克題材和機甲設計已有種復古的感覺，而且《蘋果核戰》中的電腦元素少於《攻殼機動隊》，可以用动作捕捉打造的肉身對決為賣點。在故事方面，本片的劇本由與上代務執筆，兩人的任務包含對原作的設定加以解釋，以及與士郎討論、將故事現代化。半田認為本片繼承了原作的精神，不過已經是一部獨立於原作的原創作品。
本片以製作委員會的形式製作，Omega Micott（已改稱Micott & Basara）與Yamato仍是其中的成員。Micott & Basara持有原著漫畫的電影改編權，是本片主要的製作公司。預算方面，本片耗資約1億日圓製作，也有報導稱本片的成本僅是皮克斯動畫片的5%。

### 動畫
本片的製作方向是「3D Live日本动画」（3Dライブアニメ），全片以3DCG製作，並結合2D動畫特有的表現手法，片中的角色皆以动作捕捉方式呈現。曾利在為TBS電視台工作時，曾與日本動畫導演荒牧伸志合製了一部試播短片《IRON MAIDEN》（アイアンメイデン），其中即應用了动作捕捉技術，可說是催生本片的重要作品。曾利也決定邀請荒牧來擔任本片的導演，將設計全片風格的任務交給他。曾利認為原作的一大特點是緻密的世界觀，而荒牧的目標便是以3DCG呈現出超越2D動畫的密度。
本片有三個主要元素需要設計：角色人物、背景美術和機甲。2002年8月，山田正樹接任人物設計，荒牧認為山田筆下的2D動畫人物具有立體感、很適合這部3DCG動畫。曾利和荒牧也指出，本片的一大挑戰便是做出能讓觀眾帶入感情的CG角色。製作團隊在CG角色上使用卡通渲染，使本片成為全球最先使用該技術的作品之一。2002年9月，荒牧開始領導本片的美術設計。在呈現片中世界這一方面，製作團隊追求照相寫實主義的美術風格。機甲方面，高倉武史擔任本片的機械設計，負責各種車輛和直升機，以及片頭的坦克。2003年1月，荒牧邀請竹内敦志設計片尾登場的多腳砲台，竹內花了一個月的時間完成草圖等設計。
雖然本片是3DCG動畫，荒牧等人仍繪製了如同2D動畫一般的詳細分鏡圖。不過與2D動畫不同，本片的分鏡圖只是大綱，製作團隊會以動作捕捉的成果為準。製作團隊使用VICON公司的系統進行動作捕捉，並成功同時捕捉複數演員的動作。除了演員以外，製作團隊也請片中角色的聲優將台詞演出一遍，捕捉角色在說話時的臉部表情和嘴型。該作法使製作過程更有效率，並且讓角色臉部和身體兩者的情報量達成平衡。雖然如此，部分關鍵表情仍由動畫師進行調整。動作捕捉完成後，製作團隊根據演員的演出來調整畫面，由於本片使用3DCG，鏡頭的位置與角度幾乎可以自由操縱，比2D動畫更加靈活。
本片的影像製作於2002年後半年開始，費時一整年。製作團隊最先製作六分鐘的開場橋段，並在2002年12月完成動作捕捉。將開場橋段修改到滿意之後，製作團隊才開始製作剩下九十多分鐘的內容，其餘部分的動作捕捉在2003年3月和4月進行。製作的收尾階段是數位合成，將角色人物、背景美術和機甲組成一個又一個的鏡頭，正式的聲優配音也在製作後期進行。

### 配樂
為了招募配樂人才，曾利將本片最早完成的六分鐘開場橋段當成邀請函，廣發給音樂界人士。最後片中一共出現了11首歌曲，由八名（組）音樂界人士提供，而原創配樂則由高橋哲也譜曲。本片的原聲帶CD於2004年3月24日在日本發行，第一碟收錄歌曲，第二碟收錄原創配樂。
第一碟曲目列表
| 曲目表 | 曲目表                                         | 曲目表               |
| 曲序   | 曲目                                           | 演出者               |
| ------ | ---------------------------------------------- | -------------------- |
| 1.     | Dive For You                                   | Boom Boom Satellites |
| 2.     | Burns Attack                                   | Paul Oakenfold       |
| 3.     | Good Luck                                      | Basement Jaxx        |
| 4.     | One Man Army                                   | T. Raumschmiere      |
| 5.     | Bump Over Hills                                | Boom Boom Satellites |
| 6.     | coro                                           | 坂本龍一             |
| 7.     | White Car                                      | Atom                 |
| 8.     | Hand To Phone (Appleseed Version)              | Carl Craig Vs Adult. |
| 9.     | The Dragonfly Who Thought He Was a Mockingbird | Akufen               |
| 10.    | Anthem                                         | Boom Boom Satellites |
| 11.    | Under Dog                                      | Boom Boom Satellites |

第二碟曲目列表
| 曲目表 | 曲目表    |
| 曲序   | 曲目      |
| ------ | --------- |
| 1.     | APPLESEED |
| 2.     | Exposed   |
| 3.     |           |
| 4.     |           |
| 5.     |           |
| 6.     | Utopia    |
| 7.     | Betrayal  |
| 8.     | Mother    |
| 9.     | Crossfire |
| 10.    |           |
| 11.    | Password  |
| 12.    | New Age   |

## 上映
2003年12月4日，製作團隊於東京都舉辦發表會，同月發布官方網站，宣布新的日本檔期為2004年4月。至2004年1月底，官網上已新增預告等資訊，並將2004年4月17日定為上映日期。2004年4月17日，本片如期在日本的東寶系電影院上映，同週上映的動畫電影有《名偵探柯南：銀翼的魔術師》和《蠟筆小新：夕陽下的春日部男孩》。本片在首映週末（4月17日、18日）的票房排行名列第七，次週末（4月24日、25日）則未進前十名。根據Box Office Mojo的資料，本片的日本總票房為1,317,444美元。家用媒體方面，本片的DVD於2004年11月25日在日本發行，分成通常版（編號GNBA-3015）與收藏版（編號GNBA-3014），後者為雙碟裝且附有手冊。藍光光碟於2009年7月25日發售。
2006年5月，報導稱本片的PlayStation 2改編遊戲即將問世，由夢想工廠開發、世嘉發行。改編遊戲題為《蘋果核戰EX》（アップルシード EX），原訂2006年9月28日上市，最後延期至2007年2月15日在日本首發。電子遊戲雜誌《Fami通》僅給予該作14分（滿分40分）的差評。

### 海外發行
2004年3月，Geneon Entertainment取得本片的國際版權。2004年8月，本片在洛迦诺电影节擔任閉幕片之一，為日本以外的首次公映。在美國，本片於2004年10月16日在美國波士頓奇幻影展（Boston Fantastic Film Festival）放映，是為美國首映。2005年1月14日，本片在美國的31家電影院有限上映，首週末適逢马丁·路德·金纪念日連假，收穫78,718美元（約790萬日圓）至79,818美元。本片的最終北美票房為129,135美元，而5月10日發行的DVD則在一個月內賣出8萬5千份以上。在亞洲，2005年4月的新加坡国际电影节放映了本片。在台灣，本片由普威爾國際代理，2005年7月14日發行VCD、普通版DVD和限定版DVD。

## 影評
| 綜合得分     | 綜合得分   |
| 來源         | 評分       |
| ------------ | ---------- |
|              | 40/100     |
| 爛番茄       | 28/100     |
| 評論得分     |            |
| 來源         | 評分       |
| 動畫新聞網   | B-、C-、C+ |
| 芝加哥論壇報 | [ 69 ]     |
| IGN          | [ 70 ]     |
| 紐約每日新聞 | [ 71 ]     |
| 紐約郵報     | [ 72 ]     |

本片在美國影評人之間的評價褒貶不一，但負面評論居多。根据評論匯總网站爛番茄汇总的32篇评论文章，28%的评论家给予该作正面评价，平均打分为4.70分（满分10分）。该网站总结的评论家共识是“《蘋果核戰》在視覺層面上非常吸睛，不過其探討存在主义的故事情節與角色台詞十分呆板、令人尷尬且笨拙。”在Metacritic網站上，本片得到「褒貶不一或中庸」的綜合評分，獲得了40/100分（17位影評人）。
許多影評人針對本片的劇情加以批評。情節方面，動畫新聞網的編者米哈伊爾·庫利科夫（Mikhail Koulikov）批評本片的劇情缺乏新意，《纽约时报》的影評人A·O·史考特覺得本片完全沒有跳脫科幻套路。《綜藝雜誌》影評人萊絲莉·菲爾佩林（Leslie Felperin）等人認為，本片的劇情涉及過多術語以及只有粉絲會感興趣的設定。至於主題深度，影評人認為本片流於膚淺，不如出自同原作者的《攻殼機動隊》，動畫新聞網的卡洛·桑托斯（Carlo Santos）認為公式化的大片動作場面壓過了少許的哲學元素。本片的情感力度也被影評人批評為不足。
本片的動畫表現得到分歧的評價，CG技術展現的成果獲得讚賞，但也被評價道因缺乏藝術美學而成不了傑作。角色動畫評價兩極，CG角色的精緻度和流暢度獲得好評，但另一方面則被批評外表死板冷漠、缺乏靈魂，還受限於動作捕捉的人體侷限。世界觀和背景的動畫呈現獲得好評，庫利科夫稱本片的世界彷彿是為了展現CG的能耐而設計的，具有驚人的複雜度，桑托斯則聲稱非人物體和機甲的CG動畫品質無人能及。人物和背景的結合遭批評不夠協調，《芝加哥論壇報》的勞勃·K·艾爾德（Robert K. Elder）批評2D角色彷彿是被釘在3D背景上。本片的動作場面得到好評，有影評人將之與电子游戏做比對。由多位音樂家創作的電子風格配樂也獲得讚賞。

## 衍生續作
2004年3月，Micott & Basara在東京國際動畫博覽會上宣布將製作本片的續作。稍後有報導稱，本片將發展成三部曲，第二作即將展開製作，預計於2005年上映。2004年12月，據報導，Micott & Basara與Axis Entertainment建立合作關係，除了合製三部曲外，也計畫推出一部電視動畫和一部真人電影。2005年4月，荒牧伸志確認回歸執導續集，吴宇森則成為監製之一，2006年夏天預計將同時推出續集和26集的電視動畫。2006年5月，續集正式定名為《蘋果核戰：機械人的背叛》（EX MACHINA）。2007年10月20日，續集在日本正式上映。
電視動畫於2008年3月正式宣布，題名為《APPLESEED GENESIS》，由RADIX ACE ENTERTAINMENT製作動畫。電視動畫原定2009年播出，但因製作公司方面的問題而中止製作。Micott & Basara隨後撤換班底，改於2011年推出13集的電視動畫《蘋果核戰XIII》，但公司已在正式播出前宣告破產。2014年2月，據報導，Lucent Pictures Entertainment將製作一部重啟版的CG動畫電影《蘋果核戰記：阿爾法》，由荒牧伸志再度擔任導演。該片於2014年7月15日在歐美地區數位發行，2015年2月17日在日本上映。

## 備註
1. ↑  包含以下地區的票房：日本、法國、美國、英國。
2. ↑  亦負責臉部的动作捕捉。全身的動作捕捉由三輪明日美負責，動作場面的動作捕捉則由秋本翼負責[12]。
3. ↑  七人的名字分別是：愛雷克留恩、奧意奧諾斯、卡得摩斯、古勞克斯、得卡利翁、黑斯提亞和來歐斯[13]。
4. ↑  收錄在本片的收藏版DVD中[23]。
5. ↑  原文：
6. ↑  見以下文獻：[58][66][67][70][71][73][74][75][76][77][78][79]
7. ↑  見以下文獻：[67][73][75][78][81]
8. ↑  見以下文獻：[58][66][67][78]
9. ↑  見以下文獻：[72][75][79][80][84]

### 引用資料
書籍
- (《蘋果核戰》DVD附錄手冊). 普威爾國際. 2004 （中文（臺灣））.

影音
說明：「第X分鐘處」指的是相關內容出現在X分鐘0秒至X分鐘59秒之間
- (《蘋果核戰》DVD【本篇】). 普威爾國際. 2004 （中文（臺灣））.
- (《蘋果核戰》DVD【本篇】). 普威爾國際. 2004 （中文（臺灣））.
- (《蘋果核戰》DVD【特典】). 普威爾國際. 2004 （中文（臺灣））.

## 外部連結
- 官方网站（页面存档备份，存于）（日語）
- 官方网站（页面存档备份，存于）（英文）
- Metacritic上《蘋果核戰》的資料（英文）
- 爛番茄上《蘋果核戰》的資料（英文）
- 互联网电影数据库（IMDb）上《蘋果核戰》的资料（英文）
- AllMovie上《蘋果核戰》的资料（英文）
- 蘋果核戰（動畫）在動畫新聞網百科全書中的資料（英文）
- 遊戲《蘋果核戰EX》的官方网站（页面存档备份，存于）（日語）